# مارتن دام (لاعب كرة مضرب)
مارتن دام (بالإنجليزية: Martin Damm)‏ هو لاعب كرة مضرب أمريكي، ولد في 30 سبتمبر 2003 في برادنتون في الولايات المتحدة.

## وصلات خارجية
- مارتن دام على موقع رابطة محترفي التنس (الإنجليزية)
- مارتن دام على موقع الاتحاد الدولي لكرة المضرب (الإنجليزية)